# Молодёжный (дворец культуры)
Дворец культуры «Молодёжный» или Дворец молодёжи (бывший Дворец культуры завода «Азовсталь») — культурно-просветительское и досуговое заведение в городе Мариуполь. Расположено на углу проспекта Мира и улицы Харлампиевской в исторической части Мариуполя.

## Историческое сооружение
Дворец молодёжи разместился в сохранившемся историческом сооружении 19 века. Это здание отнесено к памятникам архитектуры местного значения.
Автор проекта неизвестен. Возможно, использовали проект архитектора Фёдора Шехтеля, поскольку его проекты были отправлены на юг Российской империи, где по ним были выстроены сооружения в Ялте, Ростове-на-Дону и Таганроге. Таганрог расположен неподалёку от Мариуполя и был городом интенсивной торговли и постоянных заимствований.
Трёхэтажное сооружение построено в русском стиле из красного кирпича и покрашено снаружи. Использован кирпич, который производил местный Хараджаевский кирпичный завод. Фасады украшены частыми окнами и мелкими элементами из фигурного кирпича. На фасадах первоначально были балконы с фигурными решётками, позже они были ликвидированы. Вероятно, использовали какой-то проект с изменениями, внесёнными по требованиям властей. Постройка известна как «Дом В. Томазо» и первоначально служила гостиницей «Континенталь». Использовались не только этажи сооружения, но и подвальные помещения. Именно там разместили типографию братьев Голдрин. В 1898 году введена в эксплуатацию первая в Мариуполе частная электростанция. Она предназначалась для освещения залов гостиницы «Континенталь» и принадлежала богачу В. Томазо.

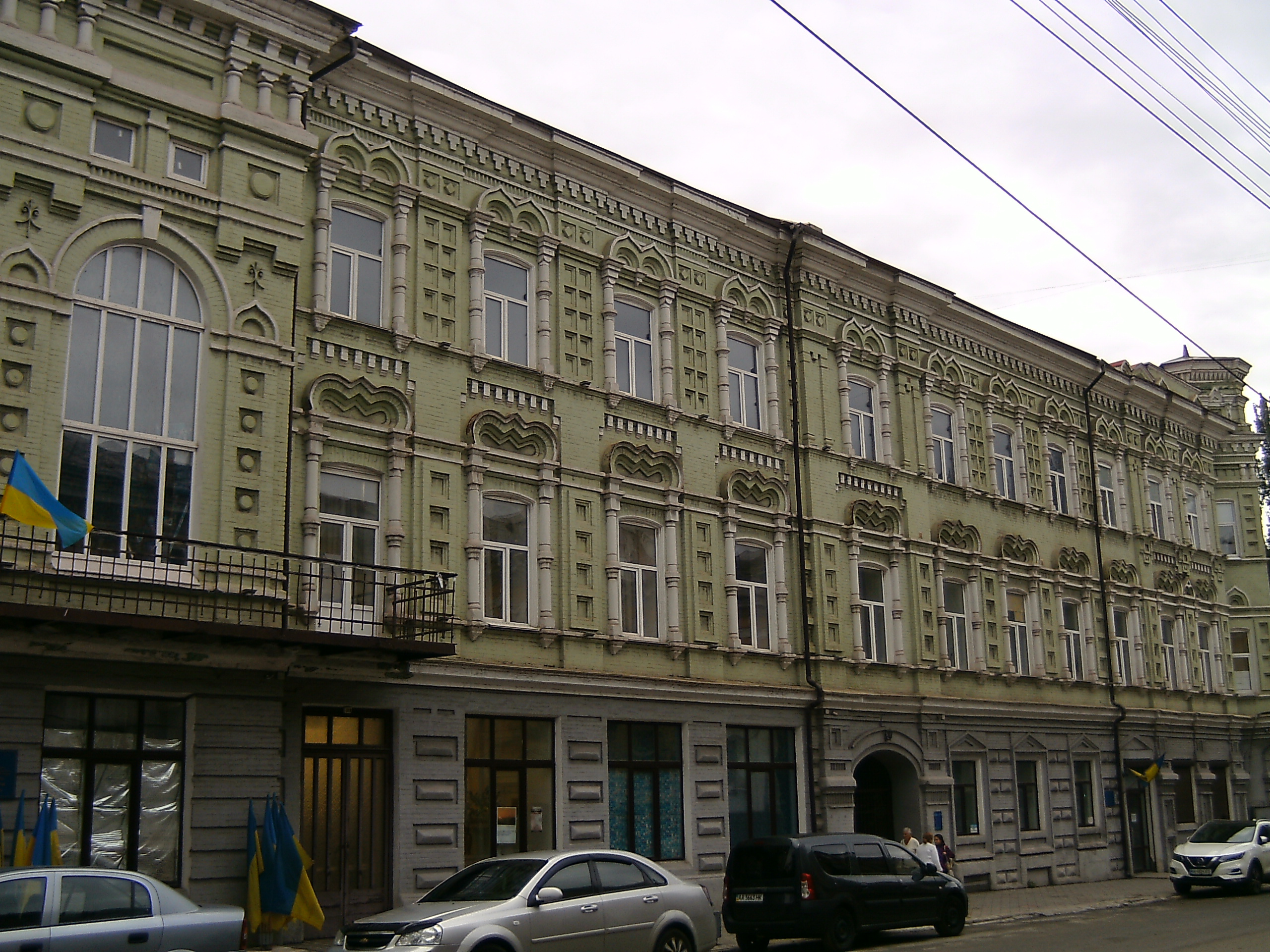
Бывшая гостиница «Континенталь»

В городе было развито фотографирование улиц и отдельных сооружений для изготовления открыток. Неоднократно была задокументирована на фото и постройка гостиницы «Континенталь». Именно благодаря старинным открыткам установлено два строительных периода. Первый закончился в 1898 году. Это известно по фотографии гостиницы, созданной мариупольским фотографом Куюмджи. На фото Куюмджи гостиница ещё не имела северной пристройки.
Далее сооружение достроили, добавив новый корпус — так называемую театральную часть, два фойе и технический отдел. Официальное название достройки — концертный зал «Континенталь». Второй строительный период закончился примерно в 1910 году. Первый этаж сооружения переоборудовали под ресторан.
Гостиница «Континенталь» была тесно связана с рядом культурных заведений Мариуполя. В нём жили столичные актёры, музыканты, деятели кино, прибывавшие в Мариуполь на гастроли. В начале 1930-х годов Мариуполь посетил Константин Циолковский, где читал лекции про межпланетные путешествия.

## Советский период
После Октябрьской Революции 1917 года гостиницу национализировали. В 1920 году здесь расположился штаб руководителя военно-морских кораблей Чёрного и Азовского морей.
В 1929 году освободившееся сооружение отдали под Дворец труда и Центральный рабочий кооператив.

## Театральный центр в городе
Дворец культуры завода «Азовсталь» был одновременно и театральным заведением. Актёром и режиссёром народного театра Дворца культуры завода «Азовсталь» был Игорь Андреевич Налчаджи (1935—1998). Игорь Налчаджи учился в Ленинграде у театрального режиссёра Георгия Товстоногова и окончил Ленинградское театральное училище, перенёс оттуда в Мариуполь редкую театральную культуру, знание исторических костюмов, характерных привычек людей разных исторических эпох.
С 1964 года был художественным руководителем Дворца культуры завода «Азовсталь». Чтобы исправить экономические трудности в семье, был вынужден с 1976 года перейти на труд термистом в завод «Азовсталь», где работал до пенсии, но не покидал театр и общественную деятельность. С 1993 года (уже пенсионером) работал режиссёром Народного театра ДК завода «Азовсталь».
Ряд спектаклей Народного театра был показан на гастролях, театр был лауреатом нескольких республиканских и всесоюзных конкурсов.
Почти 30 лет профессиональным художником-сценографом Народного театра был Ковальчук Михаил Сидорович.

## Рождение Дворца молодёжи
Официальное название — общественное предприятие «Дворец молодёжи». Пожелание иметь собственный дворец было высказано в 2009 году на встрече мэра Мариуполя с лидерами молодёжных организаций. К тому времени Дворец культуры завода «Азовсталь» был в запустении. Его и отдали под новое культурно-досуговое заведение.
На ремонтные работы из бюджета города отвели 1 000 000 гривен и 700 000 добавил завод «Азовсталь». В октябре 2010 года Дворец молодёжи был торжественно открыт в новом качестве.

## Преобразование в комплекс
Дворец молодёжи перестал быть отдельным заведением. К учреждению присоединили парки и сады Мариуполя — общественное предприятие «Объединение парков культуры и отдыха». Цель — перенос ряда культурно-досуговых мероприятий в парки Мариуполя и оживление культурной жизни в городе. Так, в Городском саду проводят торжества по случаю Дня молодёжи. Городской сад стал открытой площадью для культурно-досуговых мероприятий под открытым небом.